# Oldsmobile Curved Dash
La Curved Dash, fabriquée par la firme américaine Oldsmobile, joue un rôle important dans l'histoire de l'automobile de deux manières : c'est le premier véhicule populaire américain du XXe siècle à s'être vendu à près de 19 000 exemplaires, mais c'est également l'automobile qui a permis à l'entreprise Oldsmobile d'éviter la banqueroute. En effet, les prévisions de l'époque jugeaient que la firme devrait déposer le bilan en 1902.
La Curved Dash est également considérée comme étant l'une des premières automobiles à part entière, à savoir polyvalentes et surtout fiables. Elle est nommée ainsi en raison de sa forme particulière. En effet, « Curved Dash » signifie littéralement « pare-boue (ou garde-crotte) courbé » (ici à la façon d'un traîneau).

## Historique
Ransom Eli Olds est à l'origine de la Curved Dash. Ransom s'intéresse de près à la conception de véhicules autrement propulsés que par des chevaux et élabore ainsi un véhicule à trois roues vapeur en 1887 et deux autres à quatre roues en 1891 et 1892. Toujours mue pour le moment par la vapeur, cette première voiture suffit tout de même à persuader Edward W. Sparrow et Samuel L. Smith, respectivement d'importants industriels dans le bois et le cuivre, de lui donner 30 000 dollars pour démarrer la fabrication d'un moteur à essence Olds Works.
Ransom reconnaît le potentiel des moteurs à combustion interne, très prometteurs pour les automobiles. Durant l'été 1896, il construit sa première automobile, une petite machine de cinq chevaux refroidie à l'eau. Un incendie survenu dans l'usine Olds l'année suivante permet de stimuler le développement de Oldsmobile Curved Dash. En effet, Ransom travaille sur de nombreux prototypes (des moteurs d'un ou deux cylindres). L'incendie qui ravagea l'usine, détruit pratiquement l'ensemble des données. Les papiers qui ont pu être récupérés permettent uniquement de construire un modèle, le premier de l'entreprise : la Curved Dash.
Facilement réparable par la plupart des forgerons et en mesure de résister à la rudesse des chemins routiers, la Oldsmobile Curved Dash s'acquiert au prix de 650 dollars, élevé mais pas excessif pour l'époque. 386 exemplaires seulement sont construits en 1901, mais 2 500 sont vendus en 1902, lui octroyant le titre de best-seller dans l'industrie automobile américaine.

## Caractéristiques
Un radiateur horizontal est monté sous le plancher, où est situé un levier à pied permettant de contrôler la vitesse (l'ancêtre de la pédale d'accélération). Le système d'allumage inclut deux piles en tant que batteries d'une durée de vie de trois à quatre mois.
Le système de freinage utilise également une pédale au pied. Un système de freinage d'urgence, composé d'un tambour sur l'arbre de transmission, agissant directement sur l'essieu arrière, est par ailleurs installé. Les roues de 28 pouces de diamètre sont faites en bois. Le volume du réservoir de carburant est de quatre gallons. Le poids à vide de cette automobile atteint les 386 kg.

## Compétition
L'année 1902 voit la Oldsmobile remporter plusieurs victoires d'endurance à Chicago et deux de cinq milles à Saint-Louis.